# Andrew Florent
Andrew Paul Florent (ur. 24 października 1970 w Melbourne, zm. 16 sierpnia 2016) – australijski tenisista.
Dnia 16 sierpnia 2016, w wieku 45 lat, zmarł na raka jelita grubego. Z chorobą zmagał się od 2013 roku.

## Kariera tenisowa
Startując jeszcze w konkurencji juniorów Florent w styczniu 1988 roku osiągnął finał Australian Open w grze pojedynczej chłopców. Spotkanie o tytuł przegrał z Johanem Andersonem.
Karierę zawodową Florent rozpoczął w 1990 roku, a zakończył w 2003 roku, skupiając swoje umiejętności głównie na grze podwójnej, w której zwyciężył w trzech turniejach kategorii ATP World Tour oraz osiągnął dziesięć finałów. Wspólnie z Joshuą Eagle dwukrotnie zakwalifikował się do turnieju ATP Tour World Championships – jako rezerwowa para w 1998 roku na jeden mecz oraz w 2000 roku jako debel rozstawiony z nr 4.
W rankingu gry pojedynczej Florent najwyżej był na 610. miejscu (10 maja 1993), a w klasyfikacji gry podwójnej na 13. pozycji (30 kwietnia 2001).

### Finały w turniejach ATP World Tour

#### Gra podwójna (3–10)
| Nazwa                         |
| ----------------------------- |
| Wielki Szlem                  |
| Igrzyska olimpijskie          |
| ATP Tour World Championships  |
| ATP Masters Series            |
| ATP Championship Series       |
| ATP International Series Gold |
| ATP World Series              |
| ATP International Series      |

| Końcowy wynik | Nr  | Data             | Turniej          | Nawierzchnia | Partner           | Przeciwnicy                    | Wynik finału  |
| ------------- | --- | ---------------- | ---------------- | ------------ | ----------------- | ------------------------------ | ------------- |
| Finalista     | 1.  | 22 maja 1994     | Bolonia          | Ceglana      | Vojtěch Flégl     | John Fitzgerald Patrick Rafter | 3:6, 3:6      |
| Zwycięzca     | 1.  | 19 czerwca 1994  | St. Pölten       | Ceglana      | Vojtěch Flégl     | Adam Malik Jeff Tarango        | 3:6, 6:1, 6:4 |
| Finalista     | 2.  | 28 sierpnia 1994 | Long Island      | Twarda       | Mark Petchey      | Olivier Delaître Guy Forget    | 4:6, 6:7      |
| Finalista     | 3.  | 30 kwietnia 1995 | Seul             | Twarda       | Joshua Eagle      | Sébastien Lareau Jeff Tarango  | 3:6, 2:6      |
| Finalista     | 4.  | 16 czerwca 1996  | Porto            | Ceglana      | Joshua Eagle      | Emanuel Couto Bernardo Mota    | 6:4, 4:6, 4:6 |
| Zwycięzca     | 2.  | 11 stycznia 1998 | Adelaide         | Twarda       | Joshua Eagle      | Ellis Ferreira Rick Leach      | 6:4, 6:7, 6:3 |
| Finalista     | 5.  | 3 maja 1998      | Monachium        | Ceglana      | Joshua Eagle      | Todd Woodbridge Mark Woodforde | 0:6, 3:6      |
| Finalista     | 6.  | 21 czerwca 1998  | ’s-Hertogenbosch | Trawiasta    | Joshua Eagle      | Guillaume Raoux Jan Siemerink  | 6:7, 2:6      |
| Zwycięzca     | 3.  | 22 maja 1999     | St. Pölten       | Ceglana      | Andriej Olchowski | Brent Haygarth Robbie Koenig   | 5:7, 6:4, 7:5 |
| Finalista     | 7.  | 5 marca 2000     | Delray Beach     | Twarda       | Joshua Eagle      | Brian MacPhie Nenad Zimonjić   | 5:7, 4:6      |
| Finalista     | 8.  | 30 lipca 2000    | Kitzbühel        | Ceglana      | Joshua Eagle      | Pablo Albano Cyril Suk         | 3:6, 6:3, 3:6 |
| Finalista     | 9.  | 6 sierpnia 2000  | Toronto          | Twarda       | Joshua Eagle      | Sébastien Lareau Daniel Nestor | 3:6, 6:7(3)   |
| Finalista     | 10. | 22 kwietnia 2001 | Monte Carlo      | Ceglana      | Joshua Eagle      | Jonas Björkman Todd Woodbridge | 6:3, 4:6, 2:6 |